# レイ・バークウィル
レイ・バークウィル（Ray Barkwill、1980年8月26日 - ）は、カナダのラグビー選手。

## プロフィール
- カナダ・ナイアガラフォールズ出身[1]。
- 現役時代のポジションはフッカー(HO)。
- 身長 178cm、体重 105kg
- カナダ代表通算キャップ数は56でラグビーワールドカップ2015のカナダ代表に選ばれた[2]。

## 略歴
フォース、オンタリオ・ブルーズ、サクラメント・エクスプレスを経て、2018年、シアトル・シーウルブズに加入。 
2019年、現役を引退した。